# 地震光
地震光（Earthquake Light），又稱地光，是在地震發生時，受震動波及之區域上空所出現的光。地震光肉眼可看見，是一種自然現象。

## 外觀
地震光在地震中途時最為明顯，但在地震發生前後也曾有目擊記錄。地震光的出現方式與極光非常相似。光谱範圍可以是由白至藍，不過人們偶然会看到更多光譜中的顏色出现在地震光中。地震光的持續時間由幾秒至幾十秒不等。地震光的大小和亮度不一定與地震能量、地震震級或地震烈度成比例。有時地震時所產生的電磁波會干擾無線電通訊。
1920年中国海原县发生的海原大地震、1965年日本長野縣發生的松代大地震、1975年2月4日在辽宁省发生的海城大地震、1976年7月28日在河北省發生的唐山大地震和2016年日本熊本縣發生的熊本地震、台湾臺南市發生的高雄美濃地震、2018年花蓮地震、2021年格雷羅地震、2022年福島地震以及2023年土耳其-敘利亞地震、2023年摩洛哥地震都有地震光的出現。

## 發生原因
地震光的形成原因仍未被科学家确定，而提出的假說則有以下數項：
- 帶石英岩石所產生的壓電效應引致火花和氣體離子化
- 摩擦
- 外激電子發射（英语：Exoelectron emission）
- 聲致發光
- 蘊藏的天然氣產生並燃燒易燃氣體
- 電流體動力學作用引致氣體離子化或其他電力效果
- 岩石的電洞分離使其在短時間內變成P型半導體